# Power Rangers : Ninja Steel
 (septembre 2024).
Chronologie
Dino Super Charge Super Ninja Steel
Power Rangers : Ninja Steel est la 24e saison de la série télévisée américaine Power Rangers, adaptée du super sentai Shuriken Sentai Ninninger et produite par Saban Entertainment.
Composée de 22 épisodes, dont 2 spéciaux, Power Rangers : Ninja Steel est diffusé aux États-Unis du 21 janvier au 2 décembre 2017, du 5 avril 2017 au 24 décembre 2017 en France sur Canal J et du 9 avril 2017 au 23 décembre 2017 sur Gulli. En Belgique, la série est diffusée sur Club RTL.

## Synopsis
Galvanax, un champion cruel des Guerriers de la Galaxie, parvient à s'emparer du prisme Nexus contenant la puissante étoile Nexus Ninja. Toutefois, il est incapable d'extraire l'étoile du prisme. Le prisme s'échappe et se retrouve sur terre. À cet instant, l'étoile est extraite, mais se retrouve entre les mains de Galvanax qui la vole à son porteur originel. Pour préserver l'univers, le plus grand des ninjas de la Terre se sacrifie héroïquement fragmentant l'étoile en plusieurs morceaux qui devinrent des étoiles de pouvoirs en regagnant leur place dans le prisme.
Dix ans plus tard, une nouvelle génération de guerriers se lève pour protéger les étoiles de pouvoir ninja. Ce sont les Power Rangers Ninja Steel. Choisis par les Étoiles de pouvoir, ces jeunes héros se découvrent et forment de solides liens afin de protéger la terre. Dotés de compétences exceptionnelles, les Power Rangers Ninja Steel combinent leurs forces et leurs capacités spéciales pour affronter les forces du mal menées par Galvanax. Avec leurs armures légendaires et leurs armes surpuissantes, ils se lancent dans des combats épiques pour défendre la paix et l'harmonie de l'univers. Mais Galvanax ne recule devant rien pour récupérer les Étoiles de pouvoir et étendre son règne tyrannique.

## Distribution

### Rangers Ninja Steel
| Acteurs          | Personnages                | Rangers                                | Armes | Véhicules       | Armures                             | Zords                                   | # |
| ---------------- | -------------------------- | -------------------------------------- | --- | --------------- | ----------------------------------- | --------------------------------------- | - |
| Mike Edward      | Dane Romero                | Ranger Ninja Steel rouge (I)           | Sabre Étoile Ninja, Étoiles de pouvoir Ninja, Étoile de pouvoir Ninja rouge |                 |                                     |                                         |   |
| Mike Edward      | Dane Romero                | Ranger Ninja Steel rouge (additionnel) | |                 |                                     |                                         |   |
| William Shewfelt | Brody Romero               | Ranger Ninja Steel rouge (II)          | Ninja Morpher de Combat, Étoiles de pouvoir Ninja, Étoile de pouvoir Ninja rouge, Sabre Étoile Ninja, Blaster Ninja, Sabre Maître Ninja, Étoile mode Maître Ninja, Étoile de pouvoir Lion de feu | Moto Méga Morph | mode Maître Ninja, mode Lion de feu | Zord Robot rouge, Zord Lion de feu      |   |
| Peter Sudarso    | Preston Tien               | Ranger Ninja Steel bleu                | Ninja Morpher de Combat, Étoiles de pouvoir Ninja, Étoile de pouvoir Ninja bleue, Sabre Étoile Ninja, Blaster Ninja, Sabre Maître Ninja, Étoile mode Maître Ninja                                | Moto Méga Morph | mode Maître Ninja                   | Zord Dragon                             |   |
| Nico Greetham    | Calvin « Cal » Maxwell     | Ranger Ninja Steel jaune               | Ninja Morpher de Combat, Étoiles de pouvoir Ninja, Étoile de pouvoir Ninja jaune, Sabre Étoile Ninja, Blaster Ninja, Sabre Maître Ninja, Étoile mode Maître Ninja                                | Moto Méga Morph | mode Maître Ninja                   | Zord Nitro                              |   |
| Zoë Robins       | Hayley Foster              | Ranger Ninja Steel blanc               | Ninja Morpher de Combat, Étoiles de pouvoir Ninja, Étoile de pouvoir Ninja blanche, Sabre Étoile Ninja, Blaster Ninja, Sabre Maître Ninja, Étoile mode Maître Ninja                              | Moto Méga Morph | mode Maître Ninja                   | Zord Kodiak                             |   |
| Chrysti Ane      | Sarah Thompson             | Ranger Ninja Steel rose                | Ninja Morpher de Combat, Étoiles de pouvoir Ninja, Étoile de pouvoir Ninja rose, Sabre Étoile Ninja, Blaster Ninja, Sabre Maître Ninja, Étoile mode Maître Ninja                                 | Moto Méga Morph | mode Maître Ninja                   | Zord sonique                            |   |
| Jordi Webber     | Levi Weston / Aiden Romero | Ranger Ninja Steel doré                | Ninja Morpher de Combat doré, Étoile de pouvoir Ninja dorée, Étoile Zord Rodéo, Guitare Rock-Éclair, Sabre Maître Ninja, Étoile mode Maître Ninja                                                | Moto Méga Morph | mode Maître Ninja                   | Zord Ninja Taureau, Zord Robot Cavalier |   |
| Kelson Henderson | Mick Kanic                 | Ranger Ninja Steel rouge (additionnel) | Étoiles de pouvoir Ninja, Étoile de pouvoir Ninja rouge |                 |                                     |                                         |   |

### Alliés
- Dane Romero (Mike Edwards) : Grand maître Ninja qui a retiré l’Étoile Nexus du Prisme Nexus Ninja qui est aussi le Ranger rouge I, père du Ranger rouge II et du Ranger doré. Il est présumé mort quand il brise l'Étoile Nexus pour protéger l'univers de Galvanax, provoquant une énorme explosion. Dans l'épisode 20, il est révélé être toujours vivant : après son combat contre Galvanax et l'explosion de l'Étoile Nexus, il était gravement blessé. Le Prisme Nexus a capturé son esprit et l'a soigné en le gardant en lui tout ce temps. Il revient en tant que troisième Ranger rouge avec Brody et Mick eux aussi étant des Rangers rouge, puis il participe avec les autres Rangers à la bataille finale contre Galvanax. Après la mort de Galvanax et la défaite des Guerriers galactiques, il est finalement réuni avec ses deux fils.
- Redbot  (Byron Coll/Kohji Mimura) : Robot créé par Mick et ami de Brody, le Ninja Steel Ranger rouge. Il s'échappe du Bagarre au Drôme avec Mick et Brody puis aide les Rangers durant leurs combats contre Galvanax et les Guerriers galactiques. Dans l'épisode 17, il crée un blog où il écrit qu'il est un héros ayant sauvé ou aidé les Rangers plusieurs fois, mais il sera un vrai héros en sauvant Mary, les Rangers et leurs camarades de classe de l'attaque du monstre Cat O'Clock, devenant leur héros à tous. Après la mort de Galvanax et la défaite des Guerriers galactiques dans l'épisode 20, il reste avec les Rangers tandis que Mick retourne dans la Galaxie du Lion pour retrouver ses parents.
- Mick Kanic[3] (Kelson Henderson) : Il était un assistant de Galvanax, mais a pu s'enfuir du Bagarre au Drôme en compagnie de Brody et de son robot : Redbot. Ensuite, il devient le Mentor des Rangers Ninja Steel, Mick Kanic peut prendre la forme de n'importe quel objet si c'est nécessaire de se défendre. On apprend dans l'épisode 15 qu'il est originaire de la Galaxie du Lion, mais qu'à cause de la famille de Viera, Mick et une centaine d'autres personnes ont été enlevés et vendus à Galvanax, et qu'il n'a pas revu ses parents depuis 20 ans. D'abord méfiant à l'égard de Viera, Mick se rend compte qu'elle a vraiment changé et lui pardonne. Après la mort de Drillion, Mick reçoit un cadeau de Viera (un appel de la Galaxie du Lion) et découvre que ses parents sont vivants et en sécurité. Il remercie Viera et la reconnaît comme sa Princesse. Dans l'épisode 20, alors que Galvanax s'empare des Étoiles de pouvoir de Sarah, Preston, Calvin, Levi et Hayley et les fait prisonniers, Mick aide Brody à s'enfuir grâce à l'étoile ninja appelant la Moto Mégamorph. Mais Galvanax les retrouve et Brody est obligé de détruire son étoile de pouvoir pour l'empêcher d'être invincible et de s'emparer de l'univers. Mick sort du Prisme Nexus en tant que Ranger rouge accompagné de Brody et de son père, eux aussi étant des Rangers rouge, puis il participe avec les autres Rangers à la Bataille Finale contre Galvanax. Après la mort de Galvanax et la défaite des Guerriers galactiques, il console les Rangers après qu'ils ont perdu leurs pouvoirs et leurs Zords, dû au fait que le Prisme Nexus ait été détruit et que leurs Étoiles de pouvoirs se soient changées en poussière, en leur disant que la mission du Prisme était de trouver des Guerriers capables de vaincre Galvanax. Puis il leur dit au revoir et retourne dans la Galaxie du Lion pour retrouver ses parents.
- Monty (Caleb Bendit) : Nerd scolaire qui est forcé par l'élève le plus populaire, Victor Vincent, de le suivre. Dans l'épisode 19, lui et Victor construisent un aimant surpuissant pour trouver de l'or, mais à la place volent accidentellement les Étoiles Ninja des Rangers à l'exception de leurs Étoiles de pouvoir. Galvanax arrive à ce moment avec Madame Odius et des Déboulautomats et les félicite, puis il ordonne à Madame Odius de les emmener sur le Bagarre au Drôme. Dans l'épisode 20, ils complotent avec Madame Odius en lui créant un aimant géant appelé le Méga Magnet pour détruire Galvanax. Mais quand elle leur révèle qu'elle veut aussi détruire les Rangers, ils se sentent coupables et cherchent à s'enfuir du Bagarre au Drôme déguisés en Kudabots. Mais Cosmo les démasque vite, heureusement grâce aux bombes fumigènes de Monty (n'ayant pas digéré le « Ragout monstrueux » qu'il a mangé entre l'épisode 19 et 20), Victor peut appuyer sur le Bouton jaune de la console de Cosmo, lui et Monty s'échappent et retournent sur Terre. Ils sont accueillis en héros dans leur lycée pour avoir participé à la mort de Galvanax et à la défaite des Guerriers galactiques.
- Victor Vincent (Chris Reid) : Président de la classe dans laquelle les Power Rangers Ninja Steel étudient au lycée de Summer Cove.
- la principale Hastings (Amanda Billing) : directrice du lycée de Summer Cove.
- Mary Master (Isodora Pontes) : Mary Masters est une fille qui est la plus grande fan de Levi Weston et la gagnante des passes VIP. Le Ranger doré est son héros depuis qu'il l'a sauvée dans l'épisode 9 de l'attaque du monstre Stonedozer, Redbot devient aussi son héros après qu'il l'a sauvée dans l'épisode 17 de l'attaque du monstre Cat O'Clock.
- Marcus Tien (Mac Jeffery Ong) : Père de Preston, le Ninja Steel Ranger bleu.
- la princesse Viera (Ruby Love) : Viera est la princesse de la Galaxie du Lion et une alliée des Rangers Ninja Steel. Elle possède le Vaisseau Lion de feu. Sa première apparition est dans l'épisode 14, où elle arrive avec son garde le Seigneur Drillion sur le Bagarre au Drôme où elle annonce à la foule qu'ils détruiront les Rangers et tous les ennemis de la Galaxie du Lion. Lorsque Drillion affronte les Rangers, elle observe le combat en haut d'un balcon, mais quand Levi dévie une attaque de Drillion, le balcon s'effondre et elle tombe dans le vide, mais est sauvée par Sarah. Elle ordonne à Drillion de cesser le combat, à contre cœur ce dernier accepte et ils retournent sur le Bagarre au Drôme. Galvanax, choqué par sa décision, lui dit que la moitié de la Galaxie du Lion la croit trop faible pour gouverner et que si elle ne détruit pas les Rangers l'autre moitié fera de même, mais Viera réplique qu'elle n'est pas faible, elle étudie ses ennemis et quand elle en a suffisamment appris sur eux, elle les élimine puis elle retourne sur Terre (sans savoir que Galvanax convainc Drillion de le rejoindre). Elle espionne Sarah qui finit par la reconnaître, mais Viera lui dit qu'elle a changé, Sarah a du mal à la croire, mais lorsque Drillion apparaît, il affirme qu'elle peut la croire et qu'il a toujours su qu'elle était faible. Il tire sur Sarah, mais Viera s'interpose, la sauvant puis elles deviennent amies. Elle retourne sur le Bagarre au Drôme, tout en échappant aux Déboulautomats, récupère son Vaisseau Lion et revient aider les Rangers en mettant Drillion en fuite, mais alors qu'elle s'en va, Galvanax donne l'ordre de l'abattre, elle survit, mais son vaisseau est endommagé. Dans l'épisode 15, elle retrouve un morceau du cristal anti gravité de son vaisseau, mais l'autre a disparu. Viera se transforme en badge lion et s'accroche au sac d'Hayley pour rejoindre la base des Rangers. À part Sarah, les autres Rangers sont d'abord méfiants de la revoir puis la remercient de les avoir aidés contre Drillion. Elle leur explique que Galvanax a abattu son vaisseau, qu'elle peut les aider à battre Drillion, s'ils l'aident à réparer son vaisseau qui est la seule arme capable de le battre. Mick refuse d'aider Viera, car à cause de sa famille lui et 100 autres personnes ont été enlevés et vendus à Galvanax et qu'il n'a pas vu ses parents depuis 20 ans. Viera s'excuse et promet que si elle rentre chez elle, elle améliorera les choses et gouvernera à la manière des Power Rangers, Mick finit par accepter. Viera l'aide à créer l'Étoile Lion de feu puis l'Étoile Zord Lion de feu et Mick se rend compte qu'elle a vraiment changé. Après la mort de Drillion, elle remercie les Rangers et Mick pour leur amitié puis offre à ce dernier un cadeau : un appel de la Galaxie du Lion où il découvre que ses parents sont vivants et en sécurité. Viera promet qu'elle ne les oubliera jamais, et que s'ils ont besoin d'elle, de son armure et de son vaisseau ils n'auront qu'à l'appeler puis elle retourne chez elle. Dans l'épisode 18, Viera envoie un cadeau aux Rangers : les étoiles ninja qui commandent l'Armure du Lion de feu et Le Vaisseau Lion de feu ainsi qu'un ancien livre de magie pour les aider contre Galvanax et son armée.

### Ennemis

#### Bagarre au Drôme
Le Bagarre au Drôme est le lieu de tournage des Guerriers galactiques, un jeu télévisé intergalactique présenté par Cosmo Royale. Il sert également de base d’opérations à Galvanax et à ses généraux. Le Bagarre au Drôme est projeté dans l’espace lorsqu’il est frappé par un astéroïde composé de Super Acier Ninja.
- Galvanax : Galvanax est le champion invaincu, régnant sur l'émission populaire universelle de jeu, Les Guerriers galactiques ainsi que l'antagoniste principal de Power Rangers Ninja Steel. Dans l'épisode 8, apprenant qu'il y a un traître dans ses rangs, dû au fait que le Ranger doré se trouvait à bord du Bagarre au Drôme, il charge Ripcon de le trouver, ignorant que Madame Odius était derrière la présence du Ranger doré sur son vaisseau et qu'elle complote pour le renverser. Dans l'épisode 12, Galvanax est persuadé que Ripcon est le traître quand il lui dit que son robot a échoué à rapporter l'acier ninja et qu'il a caché le Ranger doré à bord de son vaisseau, mais ce dernier affirme que c'est Madame Odius le traître, mais elle répond qu'elle n'a rien a caché. Galvanax donne une dernière chance à Ripcon en lui ordonnant de détruire les Rangers ou il s'occupera de lui. Mais finalement, Ripcon est détruit par le Mégazord Ninja Fusion des Rangers et Galvanax perd son second, mais est persuadé d'être débarrassé du traître, il fait d'Odius sa nouvelle seconde, sans savoir que c'est elle le vrai traître. Dans l'épisode 19, Galvanax arrive sur Terre avec Madame Odius et des Déboulautomats au moment où Victor et Monty volent accidentellement les Étoiles Ninja des Rangers grâce à leur aimant surpuissant. Il la félicite d'avoir vu que leur invention était un aimant puis les félicite de l'avoir fabriqué. Ensuite, il ordonne à Odius de les emmener sur le Bagarre au Drôme. Enfin, il informe Cosmo et le reste des Guerriers galactiques par l'intermédiaire d'une Caméra Mouche que le dénouement est proche maintenant qu'il possède les Étoiles Ninja des Rangers et qu'il va bientôt s'emparer de leurs Étoiles de pouvoir. Dans l'épisode 20, Galvanax continue de s'adresser à Cosmo ainsi qu'au reste des Guerriers galactiques par l'intermédiaire de la Caméra Mouche disant que le dernier combat commence et qu'il va finalement détruire les Rangers. Quand ces derniers arrivent, ils remarquent qu'il possède leurs Étoiles Ninja, mais il réplique qu'il ne les a pas tous, qu'il lui manque encore leurs Étoiles de pouvoir et envoie ses Déboulautomats les combattre. Ne supportant plus que les Rangers prennent le dessus sur ses guerriers, Galvanax utilise son aimant nouvellement acquis pour s'emparer des Étoiles de pouvoir de Sarah, Preston, Calvin, Levi et Hayley. Les Déboulautomats les neutralisent facilement et Galvanax leur ordonne de les conduire à son vaisseau, il tente de s'emparer de l'Étoile de Brody aussi, mais il esquive et détruit l'aimant avec son blaster. Furieux, Galvanax lui dit qu'il va le détruire comme il a détruit son père et utilise sa lance pour l'envoyer faire un vol plané. Brody réussit à lui échapper avec Mick grâce à la Moto Mégamorphe. Galvanax s'adresse une fois encore à Cosmo ainsi qu'au reste des Guerriers galactiques par l'intermédiaire de la Caméra Mouche disant que le Ranger rouge ne fait que retarder sa fin tragique et qu'il possédera bientôt toutes leurs Étoiles de pouvoir. Il réapparaît avec ses Déboulautomats après avoir entendu Brody et Mick parler d'un astéroïde fait d'acier ninja qui s'approche de la Terre, il dit que c'est une nouvelle fascinante et qu'il s'en occupera plus tard voulant d'abord l'Étoile de pouvoir de Brody. Il lui laisse le choix : soit il lui donne son étoile pour compléter sa collection, (Galvanax a accroché les 5 autres étoiles sur sa ceinture de champion), soit les Déboulautomats détruiront ses nouveaux prisonniers. Quand il lui demande ce qu'il choisit, Brody décide de détruire son Étoile de pouvoir avec le sabre de son père. Galvanax surpris, ne peut que pousser un non alors que Brody coupe son étoile en trois morceaux provoquant une énorme explosion. Galvanax se relève et remarque que Brody et Mick ont disparu. Il aperçoit Le Prisme Nexus, comme il y a 10 ans lors de son arrivée sur Terre, il voit ensuite 3 Étoiles de pouvoir Ninja Ranger rouge, il tente de s'en emparer en brisant le Prisme Nexus avec sa lance, mais sans succès. Alors que ce dernier commence à s'envoler, Galvanax lui crie qu'il veut ces Étoiles de pouvoir. À ce moment-là, deux des trois étoiles l'envoient faire un vol plané et détruisent ses Déboulautomats. Quand Galvanax reprend conscience, il se demande ce qui s'est passé et découvre 2 Rangers Ninja rouge (Brody et Mick). Il s'apprête à les attaquer quand la troisième étoile l'envoie faire un autre vol plané et le Père de Brody apparaît en tant que Ranger rouge. Il n'en revient pas de revoir celui qu'il croyait détruit. Après que le Père de Brody a expliqué comment il a survécu, Galvanax rétorque que la réunion de famille est terminée et qu'il préfère passer à la destruction de famille. Les 8 Rangers réussissent à le mettre à terre, mais il dit qu'il y a plus d'une façon d'utiliser le pouvoir de l'acier ninja tout en faisant fondre les Étoiles Ninja des Rangers avec sa lance, puis boit tout l'acier ninja et utilise ses nouveaux pouvoirs pour mettre les Rangers à terre. Il repousse également Brody et son père qui tentaient de l'attaquer à nouveau. Il ordonne ensuite à Cosmo de le gigantifier et après que les Guerriers galactiques ont voté oui, il gigantifie Galvanax. Alors qu'il est sur le point de les achever, Galvanax est attaqué par un rayon magnétique envoyé depuis le Bagarre au Drôme, qui attire non seulement les Étoiles de pouvoir des Rangers, mais aussi tout l'acier ninja qu'il a avalé. Alors qu'il demande qui a osé le trahir et que ce dernier le paiera, il entend Madame Odius lui crier que Ripcon n'était pas un traître, mais que c'était elle et que ça a toujours été elle. Alors qu'elle rigole, Galvanax maudit Odius. Puis l’astéroïde fait d'acier ninja attiré par le rayon magnétique, le détruit en percutant le Bagarre au Drôme et l'envoie dans l'espace. Galvanax rit disant que Madame Odius a été prise à son propre piège et que c'est au tour des Rangers de mordre la poussière. Il s'apprête à les écraser comme des fourmis quand les Rangers se joignent au Prisme Nexus pour lancer une attaque fatale et Galvanax est finalement détruit par les 8 Rangers Ninja Steel. Ses derniers mots sont : « Non. Vous ne pouvez rien contre moi. Je suis invincible. Je suis le Champion des Guerriers galactiques. Je suis le plus grand guerrier de tous les temps. »
- Ripcon : Ripcon est un général des Guerriers galactiques ainsi que le second de Galvanax. Il lui est extrêmement loyal et se méfie de Madame Odius. Il a toujours détesté Brody depuis le premier jour et le sentiment est réciproque pour le Ranger rouge. Il sera chargé par Galvanax de trouver le traître parmi eux, dû au fait que le Ranger doré se trouvait à bord du Bagarre au Drôme. Il perd une de ses cornes lors d'un combat contre Brody dans l'épisode 8. Dans l'épisode 12, Aiden lui donne rendez vous dans un lieu secret, il lui dit d'occuper les Rangers le temps qu'il trouve leur base et que s'il l'aide, il pourra apporter en personne l'acier ninja à Galvanax. D'abord méfiant, Ripcon accepte, mais lui interdit de parler de leur projet, car ils sont entourés de traîtres, puis s'en va (ignorant que Madame Odius a observé toute la scène et qu'Aiden est son complice). Pendant que les Déboulautomats combattent les autres Rangers, il affronte Brody. Grâce à l'Étoile de Fusion Ninja, Brody blesse gravement Ripcon, mais il survit et réussit à s'enfuir. Sur le Bagarre au Drôme, Ripcon apprend de Galvanax qu'il aurait soi disant envoyé un robot récupérer l'acier ninja tout seul et aurait secrètement caché le Ranger doré à bord de son vaisseau, il lui demande qui lui a raconté ces mensonges. Mais après avoir appris la nature de son ancien allié et vu Madame Odius sourire, Ripcon n'a plus de doutes et affirme que c'est elle le traître, mais cette dernière réplique qu'elle n'a rien à cacher. Ripcon se voit offrir une dernière chance par Galvanax de détruire les Rangers où son maître s'occupera de lui. Il est gigantifié par Cosmo et reçoit 2 Crânigators pour l'aider. Au cours du combat, les Crânigators fusionnent en une gigantesque épée qui permet à Ripcon de mettre les Rangers à terre. Mais ces derniers combinent leurs 2 Mégazords pour créer le Mégazord Ninja Fusion qui brise l'épée rendant aux Crânigators leur forme initiale. Puis avec leur nouveau Mégazord, les Rangers Ninja Steel détruisent les Crânigators et finalement Ripcon, sauvant Madame Odius d'être attrapée par Galvanax pour sa trahison. Ses derniers mots sont : « Non. Tu as fini par me battre, microbe. »
- Madame Odius : Madame Odius est la conseillère personnelle de Galvanax et une de ses généraux. Elle complote secrètement pour le renverser et s'emparer des Étoiles de pouvoir Ninja, elle possédait l'Étoile de pouvoir Ninja dorée lorsqu'elle et ses Kudabots ont capturé un jeune vagabond, Levi Weston qui a été délivré plus tard par le Zord Astral. Mais avant qu'il soit secouru, Madame Odius a volé les souvenirs de son prisonnier et a fabriqué un Robot pour qu'il passe pour le frère du Ranger rouge : Aiden Romero, afin de détruire les Rangers de l'intérieur, récupérer les Étoiles de pouvoir Ninja et prouver qu'elle est la combattante la plus puissante de Galvanax (et le renverser peu après). Dans l'épisode 12, elle et son robot complotent pour piéger Ripcon. Ayant observé dans l'ombre leur rencontre ainsi que le départ de Ripcon, elle est vexée qu'il ait dit qu'ils étaient entourés de traîtres sachant qu'il faisait référence à elle. Après la destruction de son robot, Odius fait croire à Galvanax que c'est Ripcon qui l'a envoyé et qu'il a secrètement caché le Ranger doré à bord du Bagarre au Drôme. En entendant ça, Ripcon n'a plus de doutes et accuse Madame Odius d'être le traître, mais elle réplique qu'elle n'a rien à cacher. Elle sourit quand Ripcon est emmené pour être gigantifié et combattre les Rangers, mais ces derniers le détruiront, elle est enfin débarrassée de lui. Après la mort de Ripcon, Madame Odius devient la seconde de Galvanax. Dans l'épisode 19, Madame Odius découvre grâce à une Caméra Mouche que Victor et Monty ont volé accidentellement les Étoiles Ninja des Rangers avec leur aimant surpuissant et prévient Galvanax. On la voit descendre sur Terre avec lui et des Déboulautomats. Galvanax la félicite d'avoir vu que leur invention était un aimant et après qu'il a félicité Victor et Monty de l'avoir fabriqué, lui ordonne de les emmener sur le Bagarre au Drôme puis elle s'exécute. Dans l'épisode 20, Madame Odius complote avec Victor et Monty pour détruire Galvanax. Ils lui fabriquent un aimant géant appelé le Méga Magnet qui lui servira à récupérer les Étoiles de pouvoir et à détruire Galvanax. Mais quand elle leur révèle que le Méga Magnet servira à détruire Galvanax et les Rangers avant de quitter son labo, ils sont pris de remords et cherchent à s'enfuir déguisés en Kudabots. Elle les surprend sur la scène du Bagarre au Drôme après qu'ils ont été démasqués par Cosmo et envoie ses Déboulautomats pour les attraper, mais Monty les met en déroute avec ses bombes fumigènes et assomme également Cosmo. Victor peut appuyer sur le Bouton jaune de la console de Cosmo, puis lui et Monty s'échappent et retournent sur Terre. Furieuse que ses prisonniers et co-conspirateurs se soient enfuis, Odius dit qu'elle n'a pas de temps à perdre et met son plan à exécution : Elle retourne à son labo et ordonne à ses Déboulautomats d'activer le Méga Magnet. Elle monte ensuite sur le pont du Bagarre au Drôme, après que Galvanax a demandé qui a osé le trahir elle lui hurle : « Galvanax, tu n'as donc toujours pas compris ? Ripcon n'était pas un traître, c'était moi, ça a toujours été moi » et s'esclaffe. Alors qu'elle est sur le point de triompher en s'emparant des Étoiles de pouvoir des Rangers et en détruisant Galvanax, elle est présumée morte quand un astéroïde fait d'acier ninja, attiré par le Méga Magnet, percute le Bagarre au Drôme et l'envoie dans l'espace. Mais la fin de l'épisode nous révèle qu'elle a survécu et qu'elle se trouve à bord du Bagarre au Drôme. Débarrassée de Galvanax, et avec les Rangers privés de leurs pouvoirs, Madame Odius déclare que la partie n'est pas encore terminée et qu'elle est loin d'être terminée puis ricane diaboliquement.
- Aiden Romero (robot) (Nick Beckwith) : Robot imposteur créé par Madame Odius pour être le frère perdu de Brody, en utilisant des souvenirs volés au véritable Aiden. Il apparaît pour la première fois dans l'épisode 10, se présentant à Brody et aux autres Rangers. Dans l'épisode 11, il parle de son passé et demande à voir la base des Rangers, mais ces derniers refusent et pendant leur entraînement, Levi et Hayley lui disent qu'il n'est pas cool, seul Brody le défend. Plus tard, il les aide à combattre les Kudabots (mais c'était juste une ruse pour que Toxitea empoisonne les Rangers et elle réussit à empoisonner Brody). Quand Madame Odius leur propose l'antidote contre leurs étoiles de pouvoir, Aiden leur conseille d'accepter. Levi et Hayley s'exécutent à l'insu des autres, ce qu'Aiden remarque, mais en réalité, ils trompent Odius avec des étoiles en chocolat et obtiennent l'antidote. Après la destruction de Toxitea, Levi et Hayley s'excusent auprès d'Aiden pour ce qu'ils lui ont dit, mais ce dernier réplique qu'il l'avait mérité, mais on découvre à la fin de l'épisode qu'il travaille pour Madame Odius, et que maintenant qu'il a la confiance des Rangers, ça causera leur perte et il rit diaboliquement. Dans l'épisode 12, il donne rendez-vous à Ripcon dans un lieu secret, il lui dit d'occuper les Rangers le temps qu'il trouve leur base et que s'il l'aide, il pourra apporter en personne l'acier ninja à Galvanax, Ripcon accepte. Après son départ, Aiden dit à Madame Odius qui a observé toute la scène dans l'ombre que tromper Ripcon était presque trop facile. Plus tard, en suivant Levi, il trouve la base des Rangers, il neutralise Mick et Redbot grâce à son blaster et s'apprête à voler l'acier ninja. Mais Levi le surprend, Aiden lui tire dessus, mais Levi évite ses tirs et s'enfuit, il repose l'acier ninja et part à sa poursuite. Il le rattrape au garage où les Rangers s'entraînent, Levi utilise une barre en fer pour lui renvoyer son dernier tir. Quand il voit le trou dans sa poitrine mécanique, Levi comprend que c'est un cyborg. Bien qu'endommagé, Aiden s'apprête à le tuer, les Rangers arrivent à ce moment, après avoir mis Ripcon en fuite, Levi leur dit qu'Aiden est un robot et Sarah, Preston, Calvin et Hayley le détruisent avec leurs blasters. Ses derniers mots sont : « Vous allez le payer cher. » Après sa mort, tous ses souvenirs retournent en Levi qui est le vrai Aiden Romero.
- Cosmo Royale : Cosmo Royale est le présentateur de l'émission populaire universelle de jeu, Les Guerriers galactiques et un des généraux de Galvanax. Il est celui qui envoie les Crânigators quand un combattant des Guerriers galactiques n'a pas été voté par les spectateurs pour être Gigantifié. Il possède également des Caméras Mouches pour filmer les combats des Guerriers galactiques. Dans l'épisode 12, il regarde Ripcon et Madame Odius s'accuser d'être le traître, aux côtés de Galvanax. Puis ce dernier lui ordonne de gigantifier Ripcon, Cosmo décide d'envoyer aussi 2 Crânigators pour l'aider. Mais les Rangers les détruisent tous les 3 grâce à leur Mégazord Ninja Fusion. Après la mort de Ripcon, Cosmo devient commandant en troisième des Guerriers galactiques. Dans l'épisode spécial Halloween, Cosmo tend un piège aux Rangers avec le jeu Grave Robber. Ils doivent le terminer avant que le sablier soit vide où ils seront détruits. Tout en avançant, ils sont confrontés à des monstres qu'ils ont déjà détruits : Trapsaw, Hacktrack, Slogre et Spinferno. Brody s'occupe de Trapsaw, puis Sarah réussit à battre Hacktrack une fois encore. Mais ensuite, les Rangers sont vaincus par Slogre et Spinferno, ce qui réjouit Cosmo. Avec 2 victoires et 2 défaites, les Rangers doivent gagner leur dernier combat où ils seront détruits par manque de temps. Cosmo envoie 2 Crânigators contre eux et prend le contrôle du Zord Robot Cavalier. Les Rangers détruisent le premier Crânigator avec l'Astro Mégazord Ninja Steel, mais sont mis à terre par le second et le Zord Robot Cavalier. Heureusement, Levi qui au départ avait décliné la proposition de jouer à Grave Robber s'y introduit, reprend le contrôle de son Zord puis lui et les autres Rangers détruisent le deuxième Crânigator avec le Mégazord Rodéo. Furieux, Cosmo traite le Ranger doré de tricheur pour être arrivé en cours de partie, et fait remarquer aux Rangers que leur temps est presque écoulé. Mais avant de s'introduire dans le jeu, Levi a emmené le sablier avec lui. Les 6 Rangers le détruisent et retrouvent leur liberté. Enragé, Cosmo ne peut que contempler sa défaite. Dans l'épisode 19, Cosmo et le reste des Guerriers galactiques sont informés par Galvanax par l'intermédiaire d'une Caméra Mouche que le dénouement est proche maintenant qu'il possède les Étoiles Ninja des Rangers et qu'il va bientôt s'emparer de leurs Étoiles de pouvoir et ils s'en réjouissent. Dans l'épisode 20, Cosmo s'adresse aux Guerriers galactiques disant que plusieurs monstres ont essayé de s'emparer des Étoiles Ninja des Rangers mais que finalement ce sont deux humains, (Victor et Monty), qui ont réussi grâce à leur aimant surpuissant, puis que Galvanax est maintenant en possession de tout l'acier ninja à l'exception de celui contenu dans les Étoiles de pouvoir des Rangers, il demande si Galvanax va parvenir à s'en emparer et régner sur l'univers, son public pousse alors des oui ainsi que des hurlements de joie également lorsqu'il annonce le début du combat entre les Rangers et les Déboulautomats. Cosmo est ensuite revu quand Sarah, Calvin, Preston, Hayley et Levi sont prisonniers sur la scène du Bagarre au Drôme. Sachant qu'ils sont bâillonnés, il nargue les Rangers en leur demandant quel effet ça leur fait de se faire battre par Galvanax, il se met à rire disant qu'ils ont perdu leur langue et ajoute qu'ils ne sont pas si forts que ça sans leurs Étoiles de pouvoir. Plus tard, Galvanax lui ordonne de le gigantifier et tandis que les Guerriers galactiques hurlent de joie, Cosmo ajoute que c'est le moment qu'ils attendaient tous depuis le début des combats contre les Rangers et après que son public a voté oui, il gigantifie Galvanax. Alors que Cosmo commente le combat final en disant que Galvanax va donner une bonne leçon aux Rangers, Victor et Monty, déguisés en Kudabots arrivent sur la scène provoquant une émeute. Furieux, il leur dit qu'ils sont en plein milieu du combat final et leur demande ce qu'ils font là, Monty lui répond qu'ils doivent aider Galvanax sur Terre. Cosmo s'apprête à les envoyer sur Terre pour être débarrassé d'eux, en appuyant sur le Bouton jaune de sa console quand il se rappelle que les Kudabots ne peuvent pas parler, ni avoir de gaz, il les démasque et découvre que ce sont les prisonniers humains de Madame Odius. Cette dernière arrive avec ses Déboulautomats et les envoie pour les attraper, mais Monty les met en déroute avec ses bombes fumigènes. Cosmo tente d'attaquer Monty par derrière mais reçoit une bombe fumigène et finit évanouit. Alors que le reste des Guerriers galactiques est tué dans l'explosion causée lorsqu'un astéroïde fait d'acier ninja, percute le Bagarre au Drôme et l'envoie dans l'espace, le sort de Cosmo reste inconnu à la fin de l'épisode.
- Les Kudabots : les Kudabots sont les soldats de Galvanax, malgré tout, plusieurs d'entre eux n'obéissent qu'à Madame Odius.
  - Les Déboulautomats: les Déboulautomats (Basher Bots en anglais) sont des versions améliorées des Kudabots. Leur première apparition est dans l'épisode 9. Ils réapparaissent dans l'épisode 12 pour aider Ripcon à combattre les Rangers, mais ils sont détruits. Peu après, Cosmo Royale ordonne à deux autres Déboulautomats d'emmener Ripcon sur la scène du Bagarre au Drôme pour qu'il le gigantifie et envoie aussi 2 Crânigators pour l'assister, mais les 3 sont détruits par le Mégazord Ninja Fusion. Les Déboulautomats apparaissent ensuite dans les épisodes 13, 14, 16, 18, 19 et 20 durant la Bataille Finale de Galvanax contre les Rangers pendant que ceux qui sont loyaux envers Madame Odius l'aident à trahir Galvanax.
- Les Crânigators:  Les Crânigators sont des combattants géants envoyés par Cosmo Royale quand un combattant des Guerriers galactiques n'a pas été voté par les monstres spectateurs pour être gigantifié, leur première apparition est dans l'épisode 3, où le premier est envoyé combattre les Rangers. Le deuxième apparaît dans l'épisode 8. Dans l'épisode 12, deux Crânigators sont envoyés pour aider Ripcon qui a été gigantifié pour combattre les Rangers. Au cours du combat, ils fusionnent en une gigantesque épée qui permet à Ripcon de mettre les Rangers à terre. Mais ces derniers combinent leurs 2 Mégazords pour créer le Mégazord Ninja Fusion qui détruit l'épée rendant aux Crânigators leur forme initiale puis il les détruit ainsi que Ripcon. Dans l'épisode 14, Cosmo envoie 2 Crânigators pour aider Drillion à combattre les Rangers. Ils détruisent les Crânigators avec leur Mégazord Ninja Fusion, mais Drillion réussit malgré tout à mettre les Rangers à terre. Dans l'épisode spécial Halloween, Cosmo envoie 2 Crânigators contre les Rangers. Le premier est détruit par l'Astro Mégazord Ninja Steel et le second par le Mégazord Rodéo.
- Seigneur Drillion : Drillion est un puissant guerrier de la Galaxie du Lion. Il apparaît pour la première fois dans l'épisode 14, arrivant sur le Bagarre au Drôme avec la princesse Viera et ordonne à Cosmo de s'incliner devant elle. Puis il affronte les Rangers et les met en difficulté, mais lorsque Viera, qui a été sauvée par Sarah, lui ordonne de cesser le combat, il accepte à contrecœur et ils retournent sur le Bagarre au Drôme. Galvanax s’entretient discrètement avec lui, disant que si Viera ne détruit pas les Rangers après les avoir étudiés peut être qu'il aimerait devenir le nouveau souverain de la Galaxie du Lion, riant Drillion répond que c'est une idée qui lui plaît. Il réapparaît après que Viera a dit à Sarah qu'elle a changé, il lui affirme qu'elle peut la croire, qu'il a toujours su qu'elle était faible et qu'elle n'est plus rien. Pour prouver qu'il est digne de régner sur la Galaxie du Lion, il décide de les détruire toutes les deux, il tire sur Sarah, mais Viera s'interpose, la sauvant. Il combat à nouveau les Rangers et les met à terre. Cosmo le gigantifie et envoie 2 Crânigators pour l'aider, les Rangers les détruisent avec leur Mégazord Ninja Fusion, mais Drillion réussit à le battre. Il s'apprête à achever les Rangers quand Viera intervient avec son Vaisseau Lion lui disant qu'il ne régnera jamais sur la Galaxie du Lion et le met en fuite. Dans l'épisode 15, il revient à bord du Bagarre au Drôme où Madame Odius se moque de lui en disant qu'il a de la chance de ne pas avoir été détruit par les Rangers. Vexé, Drillion s'apprête à l'attaquer, mais Galvanax s'interpose en disant qu'elle a raison : la princesse Viera était sur le point de lui donner une correction. Galvanax ordonne à Drillion de trouver son Vaisseau et de le détruire, ce dernier ajoute qu'ensuite, il pourra détruire les Rangers pour le plaisir, mais avant qu'il retourne sur Terre, Odius le rend plus fort en transformant sa seconde main en boîte à outils. Il arrive à la forêt de Western Woods où le Vaisseau Lion a atterri et s'apprête à le détruire quand les Rangers s'interposent. Il les met en difficulté une nouvelle fois, mais grâce à l'armure Lion de feu de Viera, Brody devient le Ranger Lion de feu rouge, il lui dit qu'il a le bonjour de Viera, et détruit Drillion après un terrible combat, mais Galvanax ordonne à un Kudabot de gigantifier Drillion. Avec l'armure Lion de feu et le Mégazord Lion de feu, Brody détruit Drillion pour de bon. Ses derniers mots sont : « Cette fois, tu m'as bien eu. »
- Cleocatra : Cleocatra est l'antagoniste final des Rangers Ninja Steel. Un peu avant que Galvanax ne soit détruit par les 8 Rangers Ninja Steel, alors que le reste des Guerriers galactiques sont tués dans l'explosion causée lorsqu'un astéroïde fait d'acier ninja percute le Bagarre au Drôme et l'envoie dans l'espace, Cleocatra réussit à survivre. Des mois plus tard, elle descend sur Terre et surprend les Rangers au moment où ils fêtent Noël, les appelant les Ex-Rangers puis en leur annonçant qu'elle a un cadeau pour eux : leur destruction. Ils la confondent avec Cat O'Clock, mais elle leur révèle son nom, que Cat O'Clock était son cousin préféré et qu'elle est ici pour le venger. Grâce à son appareil à contrôler le temps, elle pétrifie les Rangers ainsi que Redbot à l'exception de Sarah qui réussit à esquiver son rayon temporel et à s'enfuir avec son appareil. Elle tombe peu après sur le Père Noël. En appuyant sur les boutons de la machine pour échapper à sa poursuivante, Sarah ouvre accidentellement un portail temporel qui l'aspire elle et le Père Noël, laissant Cleocatra furieuse. Elle décide de remonter le temps pour sauver ses amis et vaincre Cleocatra. Grâce à son journal intime, elle retourne à des dates précises dans le passé pour récupérer les Étoiles de pouvoir. D'abord la sienne, le jour où elle avait créé des clones d'elle, arrivant à convaincre la Sarah du Passé. Ensuite celle de Lévi, le jour où les Rangers ont fait sa connaissance puis après que Brody l'a sauvé de l'attaque de Ripcon. Sarah récupère celles de Calvin et Hayley quand ils étaient seuls sur l'Arbre aux Rubans, puis celle de Preston durant la bataille des gâteaux pendant l'élection des délégués et enfin celle de Brody, peu après que Galvanax a capturé les autres Rangers. Une fois les 6 étoiles récupérées, Sarah et le Père Noël reviennent à leur point de départ. Elle laisse la Sarah du passé s'enfuir avec l'appareil à contrôler le temps avec Cleocatra à ses trousses, pour éviter un paradoxe temporel. Sarah délivre ses amis ainsi que Redbot puis ils se transforment. Alors que Cleocatra revient pour s'occuper des Rangers pétrifiés, elle découvre qu'ils sont libres et ont retrouvé leurs pouvoirs. Elle cherche à s'enfuir, mais les Rangers la rattrapent et la mettent à terre. Après que Brody a revêtu l'Armure Lion de feu, il essaie de pétrifier Cleocatra avec son appareil, mais en appuyant sur les boutons, il grandit accidentellement et devient un Méga Ranger. Cleocatra récupère son appareil et l'utilise pour grandir à son tour. Elle affronte Brody et son Zord Robot rouge et après un féroce combat Cleocatra est éliminée par le Ranger Lion de feu rouge. Ses derniers mots sont : « Oh non, c'était déjà ma neuvième vie. » Son appareil à contrôler le temps est détruit peu après par Sarah.

## Armements
- Ninja Morpher de Combat : le Ninja Morpher de combat est l'outil nécessaire pour la transformation des Rangers Ninja. Ils se transforment en criant « Tourbillon Ninja »
  - mode Sabre : le Ninja Morpher de Combat a la capacité de transformer dans une arme pareille à une lame qui peut entailler ses adversaires.
  - mode Arc : le Ninja Morpher de Combat a la capacité de transformer dans une arme pareille à l'arc qui peut tirer des flèches sur ses adversaires.
  - mode Griffe : le Ninja Morpher de Combat a la capacité de transformer dans une arme pareille à une griffe qui peut déchiqueter ses adversaires.
- L'Émetteur : appareil semblable à une montre qui est utilisé par les Rangers Ninja pour chercher des renseignements sur la façon de battre les monstres. Il peut aussi être utilisé comme un appareil de communication.
  - Les Émetteurs Ninja : utilisés par les Rangers Ninja comme dispositifs de communication.
- Les Étoiles de pouvoir : Shurikens utilisés par les Rangers Ninja pour déverrouiller leurs pouvoirs, leurs formes, et leurs Zords.
  - Étoile de pouvoir Ninja rouge : permet au Ninja Steel Ranger rouge de se transformer, marqué avec le kanji pour rouge (赤 Aka)
  - Étoile de pouvoir Ninja bleue : permet au Ninja Steel Ranger bleu de se transformer, marqué avec le kanji pour bleu (青 Ao)
  - Étoile de pouvoir Ninja jaune : permet au Ninja Steel Ranger jaune de se transformer, marqué avec le kanji pour jaune (黄 Ki)
  - Étoile de pouvoir Ninja blanche : permet au Ninja Steel Ranger blanc de se transformer, marqué avec le kanji pour blanc (白 Shiro)
  - Étoile de pouvoir Ninja rose : permet au Ninja Steel Ranger rose de se transformer, marqué avec le kanji pour rose (桃 Momo)
  - Étoile de pouvoir Ninja Lion de feu : permet à un Ranger Ninja d'activer le mode Lion de feu, marqué avec le kanji pour « super » (超 Chō)
- Prisme Nexus Ninja : le Prisme Nexus Ninja est une coquille qui a contenu Étoile Nexus Ninja, un objet puissant que Galvanax a recherché. Après une lutte entre Galvanax et Dane Romero, l'Étoile Nexus Ninja s'est déchiré dans six morceaux connus comme les Étoiles de pouvoir Ninja, les sources des pouvoirs des Rangers Ninja.
- Étoiles Élément : créé à partir des morceaux du Prisme Nexus Ninja car Dane Romero l'avait retiré à cause de l’atterrissage du Prisme Nexus Ninja, lancé dans le Prisme Nexus Ninja grâce à Nick Kanic et les Rangers Ninja Steel pour créer de nouveaux pouvoirs d'étoiles Ninja Steel.
  - Étoile Élément mode feu : peut envoyer une flamme sur l'ennemi, marqué avec le kanji pour feu (火 Hi).
  - Étoile Élément mode Eau : peut envoyer un jet d'eau sur l'ennemi, marqué avec le kanji pour « eau » (水 Mizu).
  - Étoile Élément mode Forêt : crée une rafale de feuilles et de brindilles qui fait s'envoler l'ennemi, marqué avec le kanji pour « bois » (木 Ki).
  - Étoile Élément mode Métal : crée une chaine permettant de capturer l'ennemi, marqué avec le kanji pour or (金 Kin).
  - Étoile Élément mode Terre : crée une explosion qui envoie la saleté près de l'ennemi pour l'aveugler et le désorienter, marqué avec le kanji pour « sol » (土 Tsuchi).
- Étoile foudroyantes : l'Étoile foudroyante est capable de lancer des attaques de Ninjutsu en fonction du vent ou de la foudre. Elle a été créée par Mick Kanic pour Aiden Romero après qu'il a rejoint l'équipe en tant que Levi Weston. 
  - Étoile foudroyante mode Tornade : peut exploiter la puissance du vent pour faire exploser ses adversaires, marqué avec le kanji pour « vent » (風 Kaze)
  - Étoile foudroyante mode Éclair : peut exploiter le pouvoir de l'éclair pour électrocuter ses adversaires, marqué avec le kanji pour « foudre » (雷 Kaminari)
- Étoile Ninja Fusion : une puissante Étoile de pouvoir Ninja qui est faite à partir des pouvoirs des Étoiles de pouvoir Ninja, marqué du kanji pour combiner (合 Gō).
- Étoile Ultra Ninja : une variante sous tension de l'Étoile Ninja Fusion (recolorées en rouge), cette Étoile de pouvoir Ninja combine le Megazord Ninja Steel, le Megazord Rodéo et le Megazord Lion de feu Zord dans le colossal Ultrazord Ninja.
- Étoile Ninja Clone :
- Les Étoiles Zord :
  - Étoile Zord Robot rouge : l'Étoile Zord Robot rouge donne au Ninja Steel Ranger rouge la capacité de convoquer le Zord Robot rouge.
  - Étoile Zord Dragon : l'Étoile Zord Dragon donne au Ninja Steel Ranger bleu la capacité de convoquer le Zord Dragon.
  - Étoile Zord Nitro : le Zord Nitro Star donne au Ninja Steel Ranger jaune la capacité de convoquer le Zord Nitro.
  - Étoile Zord Kodiak : l'Étoile Zord Kodiak donne au Ninja Steel Ranger blanc la capacité de convoquer le Zord Kodiak.
  - Étoile Zord Sonique : l'Étoile Zord Sonique donne au Ninja Steel Ranger rose la capacité de convoquer le Zord Sonique.
  - Étoile Zord Rodéo : l'Étoile Zord Rodéo donne au Ninja Steel Ranger doré la capacité de convoquer le Zord Robot Cavalier et le Zord Ninja Taureau.
  - Étoile Zord Charge héroïque : l'Étoile Zord Charge héroïque donne au Rangers Ninja la capacité de convoquer le Zord Charge héroïque.
  - Étoile Zord Astral : l'Étoile Zord Astral donne au Rangers Ninja la capacité de convoquer le Zord Astral.
  - Étoile Zord Lion de feu : l'Étoile Zord Lion de feu donne au Rangers Ninja la capacité de convoquer le Zord Lion de feu.
- Étoile mode Maître Ninja :
- Sabre Étoile Ninja : le Sabre Étoile Ninja est l'arme standard des Rangers Ninja.
- Blaster Ninja : le Blaster Ninja est l'arme principale des cinq Rangers Ninja.
- mode Maître Ninja : les Ninja Rangers activent ce mode en pilotant le Megazord Ninja Steel.
  - Sabre Maître Ninja :
- Moto Mega Morph : la Moto Mega Morph a été créée après avoir combiné une Étoile de pouvoir Ninja avec une moto assemblée par Calvin

## Zords

### Zords Ninja Steel
- Zord Robot rouge : Zord personnel du Ninja Steel Ranger rouge, qui ressemble à son compagnon robot, Redbot. En pilotant le Zord Robot rouge, le Ninja Steel Ranger rouge se perche sur l'épaule gauche avec son sabre étoile ninja. Zord Robot rouge a une variété de différents techniques ninjutsus à sa disposition ; en y permettant de créer des pièges cachés ou des passages ou en déployant du tissu d'invisibilité pour masquer sa présence. C'est aussi extrêmement agile et rapide, en y permettant de déplacer et d'attaquer à de grandes vitesses.
- Zord Dragon : Zord personnel du Ninja Steel Ranger bleu.
- Zord Nitro : Zord personnel du Ninja Steel Ranger jaune.
- Kodiak Zord : Zord personnel du Ninja Steel Ranger blanc.
- Zord Sonique : Zord personnel du Ninja Steel Ranger rose.
- Zord Robot Cavalier : Zord personnel du Ninja Steel Ranger doré.
- Zord Ninja Taureau : Zord personnel du Ninja Steel Ranger doré.
- Zord Charge héroïque : Zord auxiliaire des Rangers Ninja.
- Zord Astral : Zord auxiliaires des Rangers Ninja.
- Zord Lion de feu : Zord de la princesse Viera (chef de la galaxie du Lion)

## Mégazords
- Megazord Ninja Steel : les 5 Zords Ninja Steel peuvent se combiner pour former le Ninja Steel Megazord.
  - Megazord Ninja Steel Formation Dragon : les cinq Zords Ninja Steel peuvent se combiner avec le Zord Dragon à l'avant pour former la Megazord Ninja Steel Formation Dragon.
  - Megazord Ninja Steel Charge héroïque : Peut se combiner avec le Megazord Ninja Steel pour former le Megazord Ninja Steel Charge héroïque.
  - Megazord Ninja Steel Astral : Peut se combiner avec le Megazord Ninja Steel pour former le Megazord Ninja Steel Astral.
- Megazord Rodéo : le Megazord Rodéo est le Megazord principal du Ninja Steel Ranger doré. Il ressemble à un shérif de l'Ouest. C'est la combinaison de ses deux Zords personnels: le Zord Robot Cavalier et le Zord Ninja Taureau.
- Zord Ninja Fusion : combinaison du Megazord Ninja Steel et du Megazord Rodéo.
- Megazord Lion de feu : le Megazord Lion de feu est la forme Megazord du Zord Lion de feu.
- Ultrazord Ninja : l'Ultrazord Ninja les rangers le combine  du Megazord Ninja Steel Megazord, du Megazord Rodéo et du Megazord Lion de feu.

## Épisodes de la vingt-quatrième saison (2017)
| Saison | Saison | Épisodes | États-Unis      | États-Unis      | France                                          | France                            |
| Saison | Saison | Épisodes | Début de saison | Fin de saison   | Début de saison                                 | Fin de saison                     |
| ------ | ------ | -------- | --------------- | --------------- | ----------------------------------------------- | --------------------------------- |
|        | 24     | 22       | 21 janvier 2017 | 2 décembre 2017 | 5 avril 2017 sur Canal J 9 avril 2017 sur Gulli | 24 décembre 2017 23 décembre 2017 |

## Autour de la série
- Redbot semble s'inspirer des Buddyloïdes de Tokumei Sentai Go-Busters, un super sentai qui sera adapté en 2019 : Power Rangers Beast Morphers[réf. nécessaire].
- On retrouve la même rivalité entre Brody et Ripcon qu'entre Troy et Creepox dans Power Rangers : Megaforce.